# لحظات هذه المسألة
لحظات هذه المسألة (بالإنجليزية: Moments That Matter)‏ هي أغنية بوب روك، راب التي يؤديها كوربن بلو، هو اميركي شاب والمغني والممثل يرتبط بشكل وثيق مع شركة والت ديزني ومشاريعها، وهي أغنية من أول ألبومه سرعة الضوء.

## الخلفية
شريط فيديو لاحد، «احتفل أنت» صدر في يناير 2009. تنفيذ بلو تلك الأغنية في ديزني لاند في اطار الاحتفال بالذكرى السنوية 25 لوالت ديزني العالمية موكب عيد الميلاد. الأغنية هي الأغنية الرسمية «للعام الاحتفال» في منتجع ديزني لاند، و«ما ستحتفل أنت؟» حملة في منتجع عالم والت ديزني.